# Lamentation sous la Croix
Pour les articles homonymes, voir Crucifixion (homonymie).
Lamentation sous la Croix – en allemand Klage unter dem Kreuz – est un tableau réalisé par le peintre allemand Lucas Cranach l'Ancien en 1503. Cette huile sur bois de sapin est une peinture chrétienne qui représente la Crucifixion de Jésus-Christ avec Marie et Jean bras dessus bras dessous, en lamentation entre les croix. L'œuvre est conservée à l'Alte Pinakothek, à Munich, en Bavière.